# 加藤信行
加藤 信行（かとう のぶゆき、1957年（昭和32年） - ）は、日本の法学者。北海学園大学教授。

## 人物
1979年北海道大学法学部卒業、1984年北海道大学大学院法学研究科公法専攻博士課程単位取得満期退学。1987年北海学園大学法学部に専任講師として着任。1995年同教授。2009年大学院法学研究科長（-2012年）。2012年学生部長（－2016年）。2025年北海学園大学退任。北海学園大学名誉教授、法学部非常勤講師。

専門は国際法。研究分野は、主に国家責任法・外交的保護で、近年は海洋法や国際環境法も研究対象とする。

## 略歴

### 学歴
- 1979年　北海道大学法学部卒業
- 1984年　北海道大学大学院法学研究科公法専攻博士課程単位取得満期退学

### 職歴
- 1984年　北海道大学法学部文部教官・助手
- 1987年　北海学園大学法学部専任講師
- 1990年　北海学園大学法学部助教授
- 1995年　北海学園大学法学部教授・同大学院法学研究科教授
- 2005年　北海学園大学大学院法務研究科教授（兼任担当）
- 2025年   退任

#### 学内兼職
北海学園大学大学院法学研究科長（2009年〜2012年）や入試部長を数度務め、学内の硬式野球部長も長らく務めている。

#### 学外兼職
北海道武蔵女子短期大学・札幌大谷大学非常勤講師も務める。

## 主な業績
- 小川環編『法学通論』（分担執筆, 青林書院, 1989年）
- 杉原高嶺, 水上千之, 臼杵知史, 吉井淳, 高田映と共著『現代国際法講義』（有斐閣、初版1992年、2012年第5版）
- 国際法学会編『国際関係法辞典』（分担執筆, 三省堂、初版1995年、2005年第2版）
- 水上千之, 西井正弘, 臼杵知史編『国際環境法』（分担執筆, 有信堂, 2001年）
- 水上千之, 臼杵知史, 吉井淳編『ファンダメンタル法学講座・国際法』（分担執筆, 不磨書房, 2002年）
- 広部和也, 臼杵知史編『解説国際環境条約集』（分担執筆, 三省堂、2003年）
- 西井正弘, 臼杵知史編『テキスト国際環境法』（分担執筆, 有信堂高文社, 2011年）
- 浅田正彦, 酒井啓亘と共編『国際裁判と現代国際法の展開』（三省堂, 2014年）